# Shane Taylor
Shane Taylor, född 13 mars 1974 i Dover, England, är en brittisk skådespelare. Taylor är gift med Ashley McKinney sedan 7 juli 2001 och har två barn med henne. Hans största roll har hittills varit i Band of Brothers, där han spelade sjukvårdsmannen Eugene Roe.

## Filmografi
- 2014 – Quirke (TV-serie)
- 2013 – Walking with the Enemy
- 2012 – Strike Back (TV-serie)
- 2010 – Devil's Playground
- 2009 – The Day of the Triffids (TV-serie)
- 2009 – Bomber
- 2005 - Shinobido (TV-spel)
- 2004 – Comedy Lab (TV-serie)
- 2001 – Band of Brothers (TV-serie)
- 2000 – Room to Rent
- 2000 – P.O.V.
- 1999 – Dangerfield (TV-serie)
- 1999 – Where the Heart Is (TV-serie)
- 1999 – All Along the Watchtower (TV-serie)
- 1999 – King of the Bingo Game (Kortfilm)